# Speranța nu moare în zori
Speranța nu moare în zori este o piesă de teatru dramatică în două părți de Romulus Guga din 1973. Este prima piesă de teatru a lui Guga, care anterior a publicat romanele Nebunul și floarea (1970) și Viața postmortem (1972) și două volume de poezie. Speranța nu moare în zori a fost prima dată pusă în scenă la 31 martie 1973.

## Prezentare
Într-o mică haltă CFR, călătorii sunt obligații să-și întrerupă călătoria. Aceștia sunt informați că nu pot pleca mai departe din cauza războiului, în timp ce destinele țării și implicit și ale lor urmează un alt curs. Lumea adunată în mica haltă este obligată să se înfrunte și să se autodefinească. Personajele sunt reprezentanți ai unor categorii sociale diferite care se înfruntă și se autodefinesc.

## Personaje
- Jean
- Petre
- Pavel
- Maria Magdalena
- Colonelul
- Procurorul
- Îndrăgostitul
- Îndrăgostita
- Scamatorul
- Domnul Zalaxa
- Doamna Zalaxa
- Soldatul
- Țăranul
- Călătorul

## Prima reprezentare
A avut premiera absolută la 31 martie 1973 la Teatrul Național din Târgu Mureș. Scenografia și regia artistică a piesei - Dan Micu.
Distribuție
- Victor Ștrengaru ca Jean
- Florin Zamfirescu ca Petre
- Ștefan Sileanu ca Pavel
- Lucia Boga ca Maria Magdalena
- Constantin Doljan - Colonelul
- Constantin Săsăreanu ca Procurorul
- Cornel Popescu ca Îndrăgostitul
- Ana Nagy-Scarlat ca Îndrăgostita
- Liviu Rozorea ca Scamatorul
- Stefan Kövesdi ca Domnul Zalaxa
- Dora Ivanciuc ca Doamna Zalaxa
- Mihai Gingulescu ca Soldatul
- Alexandru Făgărășan ca Țăranul
- Ion Brătescu - Călătorul.

## Adaptări
Film
- Speranța nu moare în zori (1976), regia Nae Cosmescu, cu actorii Petrică Gheorghiu, Ștefan Iordache, Valeria Seciu, Ioana Bulcă, Mihai Dinvale; film TV[4]

Teatru radiofonic
- Speranța nu moare în zori (1988), adaptare radiofonică de Alexa Visarion,[5] cu actorii Rodica Tapalagă ca Maria Magdalena, Ion Vîlcu ca un colonel, Florin Zamfirescu ca Picollo, Ștefan Radof ca impiegatul, Corneliu Dumitraș ca scamatorul, Dorina Lazăr ca doamna Zalaxa, Carol Kron ca domnul Zalaxa, Alexandru Lungul ca un țăran, Adrian Vișan ca un soldat.[6]

## Legături externe
- Speranța nu moare în zori, regizorcautpiesa.ro

## Vezi și
- Listă de piese de teatru românești